# هوبير إل. لي
هوبير إل. لي (بالإنجليزية: Hubert L. Lee)‏ هو عسكري أمريكي، ولد في 2 فبراير 1915 في ميزوري في الولايات المتحدة، وتوفي في 5 نوفمبر 1982.